# إطفاء جوي
إطفاء جوي (بالإنجليزية: Aerial firefighting)‏ هو استخدام الطائرات والموارد الجوية الأخرى لإخماد حرائق الغابات. وتشمل أنواع الطائرات المستخدمة الطائرات ذات الأجنحة الثابتة وطائرات الهليكوبتر. أيضا القافزين بالمظلات (بالإنجليزية: Smokejumpers)‏ من الطائرات والهابطين بالحبال (بالإنجليزية: rappellers)‏ منالمروحيات بغرض مكافحة الحرائق من المهن التي تعرف وتصنف بمسمى «رجل إطفاء جوي». ويمكن أن تشمل المواد المستخدمة لمكافحة الحرائق المياه والكيماويات، والرغاوي والمواد الهلامية، ومثبطات الحريق المطورة خصيصا لهذا الغرض.

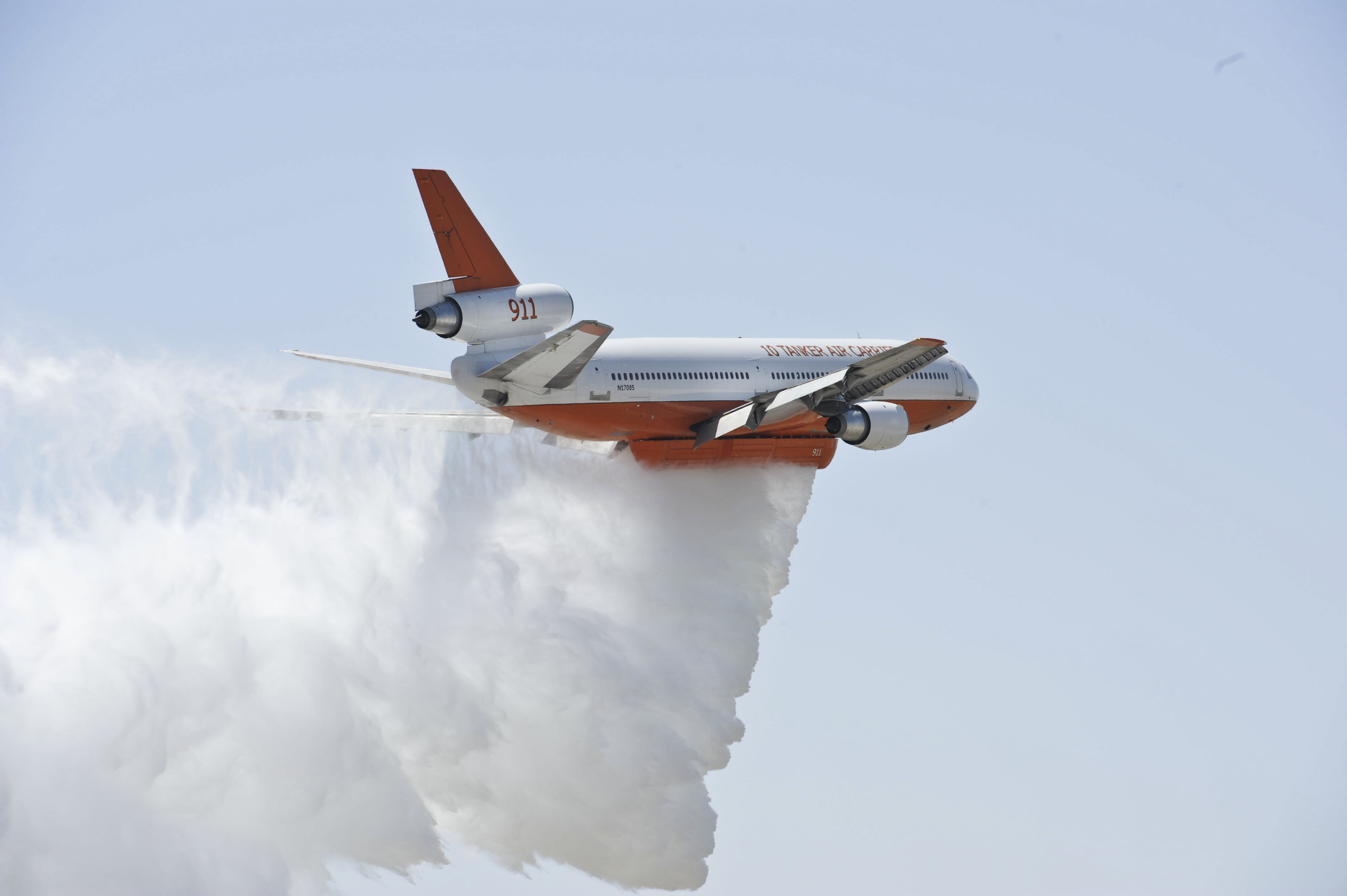
طائرة دي سي - تانكر مع إدارة الغابات الأمريكية أثناء عرض إطفاء في كاليفورنيا عام 2012.

## معدات

### خزانات جوية

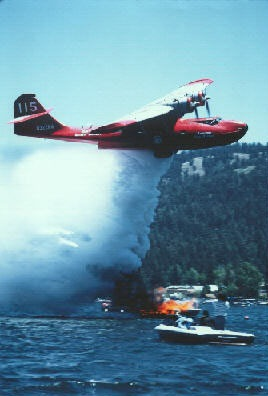
القارب الطائر من طراز كونسوليديتد بي بي واي كاتالينا

خزانات جوية (بالإنجليزية: Airtankers)‏ أو قاذفات المياه (بالإنجليزية: water bombers)‏ هي طائرات ذات أجنحة ثابتة ومزودة بخزانات يمكن تعبئتها على الأرض في قاعدة طائرة الخزان جوية، وفي حالة كانت طائرة قارب و برمائية، فتقوم بسحب وجمع المياه من البحيرات، أو خزانات السدود، أو الأنهار الكبيرة.

### جدول مقارنة للطائرات خزانات الإطفاء ذات الأجنحة الثابتة
| الصانع والنوع                  | بلد الأصل        | الفئة     | سعة الماء / المادة (جالون أمريكي)                                                |
| ------------------------------ | ---------------- | --------- | -------------------------------------------------------------------------------- |
| بزل-ميلك م-18 درمادر           | بولندا           | خفيفة     | 570 غالون أمريكي (2,200 ل)                                                       |
| إير تراكتور إيه تي-802         | الولايات المتحدة | خفيفة     | 807 غالون أمريكي (3,050 ل)                                                       |
| أير تراكتور                    | الولايات المتحدة | متوسطة    | 1,000 غالون أمريكي (3,800 ل)                                                     |
| إس-2 تراكر                     | الولايات المتحدة | متوسطة    | 1,200 غالون أمريكي (4,500 ل)                                                     |
| دوغلاس إيه-26 انفادر           | الولايات المتحدة | متوسطة    | لم تعد في الخدمة                                                                 |
| بي-25 ميتشل                    | الولايات المتحدة | متوسطة    | لم تعد في الخدمة                                                                 |
| Fairchild C-119 Flying Boxcar  | الولايات المتحدة | متوسطة    | لم تعد في الخدمة                                                                 |
| دوغلاس دي سي-4                 | الولايات المتحدة | متوسطة    | لم تعد في الخدمة                                                                 |
| دوغلاس دي سي-6                 | الولايات المتحدة | متوسطة    | 2,800 غالون أمريكي (11,000 ل)                                                    |
| دوغلاس دي سي-7                 | الولايات المتحدة | متوسطة    | 3,000 غالون أمريكي (11,000 ل)                                                    |
| لوكهيد سي-130 هيركوليز         | الولايات المتحدة | متوسطة    | 3,000 غالون أمريكي (11,000 ل) (National Guard MAFFS units)                       |
| لوكهيد إل-188 اليكترا          | الولايات المتحدة | متوسطة    | 3,000 غالون أمريكي (11,000 ل)                                                    |
| لوكهيد بيه-2 نبتون             | الولايات المتحدة | متوسطة    | 2,362 غالون أمريكي (8,940 ل)                                                     |
| لوكهيد بيه-3 أوريون            | الولايات المتحدة | متوسطة    | 3,000 غالون أمريكي (11,000 ل) - military version of the L-188 Electra            |
| Evergreen 747 Supertanker      | الولايات المتحدة | ثقيلة جدا | 20,500 غالون أمريكي (78,000 ل) - لم تعد في الخدمة                                |
| مارتن جيه آر أم مارز           | الولايات المتحدة | متوسطة    | 7,200 غالون أمريكي (27,000 ل)                                                    |
| McDonnell Douglas DC-10        | الولايات المتحدة | ثقيلة     | 12,000 غالون أمريكي (45,000 ل)                                                   |
| إليوشن إي أل-76                | روسيا            | ثقيلة     | 11,419 غالون أمريكي (43,230 ل)                                                   |
| بيريف بي إي -200               | روسيا            | متوسطة    | 3,173 غالون أمريكي (12,010 ل)                                                    |
| بومباردييه داش 8               | كندا             | متوسطة    | 2,600 غالون أمريكي (9,800 ل)                                                     |
| كونسوليديتد بي بي واي كاتالينا | الولايات المتحدة | متوسطة    | 1,000 غالون أمريكي (3,800 ل) or 1,500 غالون أمريكي (5,700 ل) for the Super model |
| كنداير سي إل-215               | كندا             | متوسطة    | 1,300 غالون أمريكي (4,900 ل)                                                     |
| كنداير سي إل-415               | كندا             | متوسطة    | 1,621 غالون أمريكي (6,140 ل)                                                     |
| بريتش ايروسبيس 146             | المملكة المتحدة  | متوسطة    | 3,000 غالون أمريكي (11,000 ل)                                                    |
| أنتونوف أن-32                  | أوكرانيا         | متوسطة    | 2,113 غالون أمريكي (8,000 ل)                                                     |

فئة: خفيفة: أقل من 1,000 غالون أمريكي (3,800 ل), متوسطة: أقل من 10,000 غالون أمريكي (38,000 ل), ثقيلة: أقل من 20,000 غالون أمريكي (76,000 ل), ثقيلة جدا: فوق 20,000 غالون أمريكي (76,000 ل) - في الوقت الراهن سوى تستخدم لB747 الخزان، والتي لم تعد في الخدمة.

## معرض صور

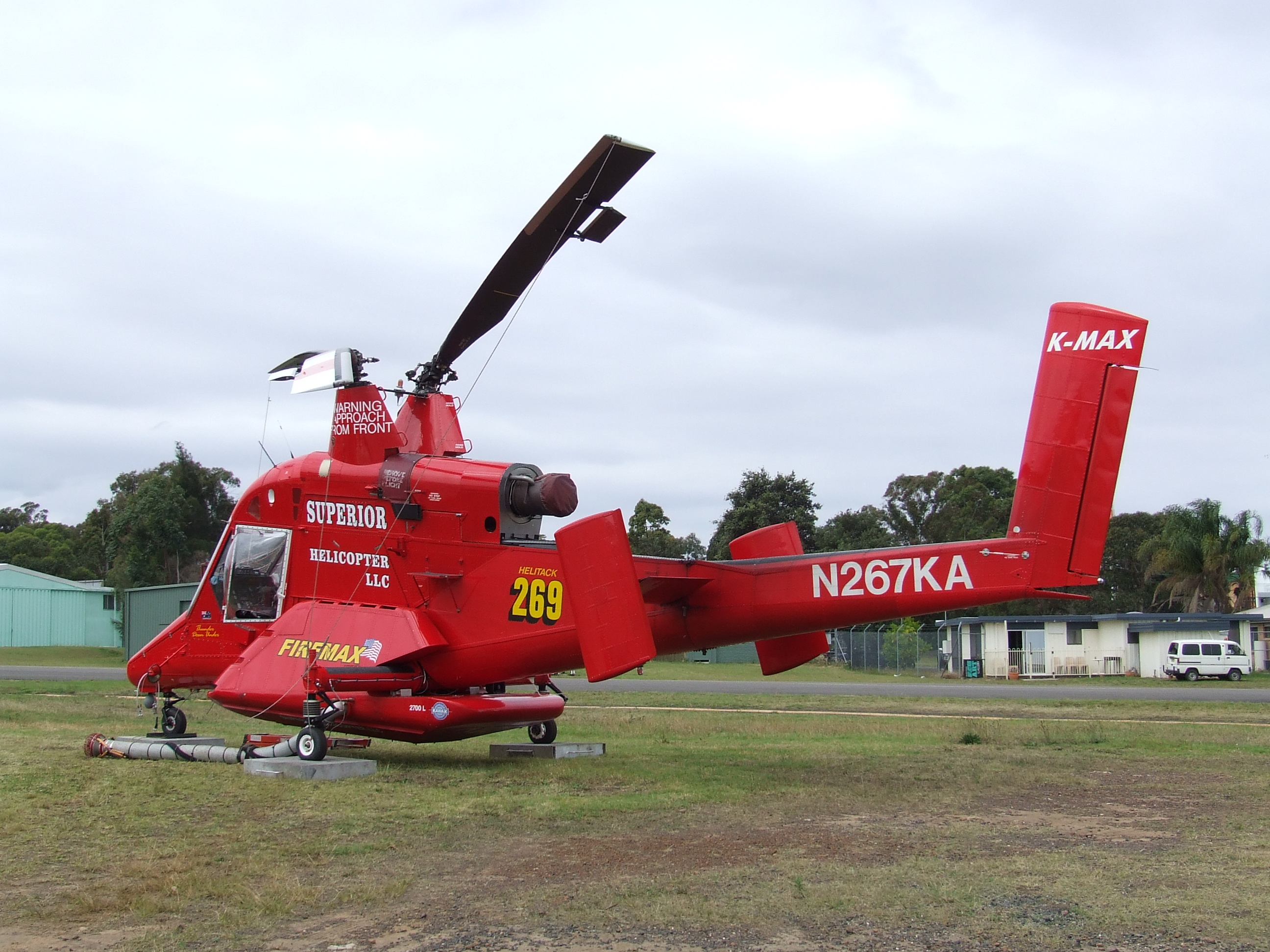
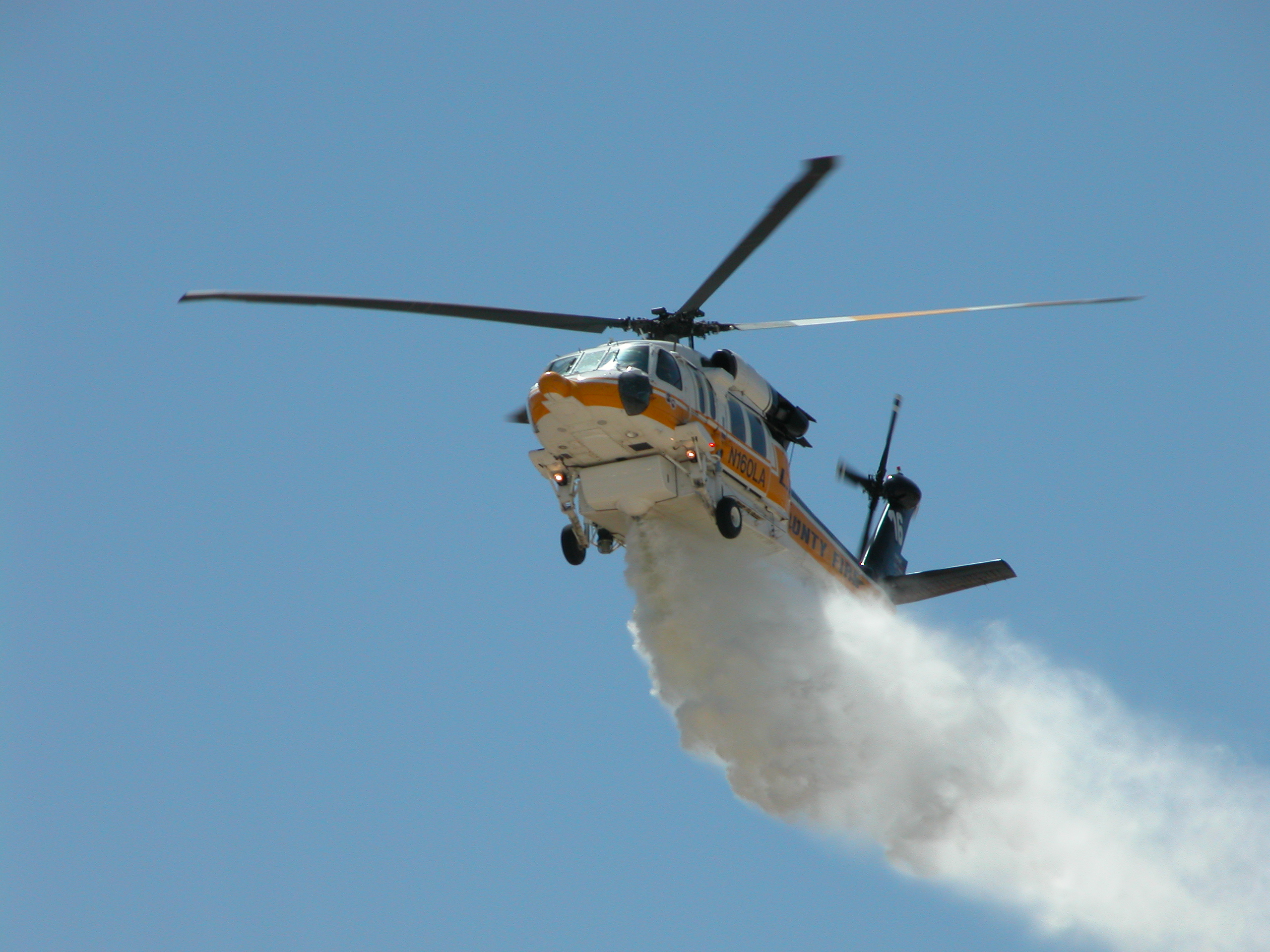
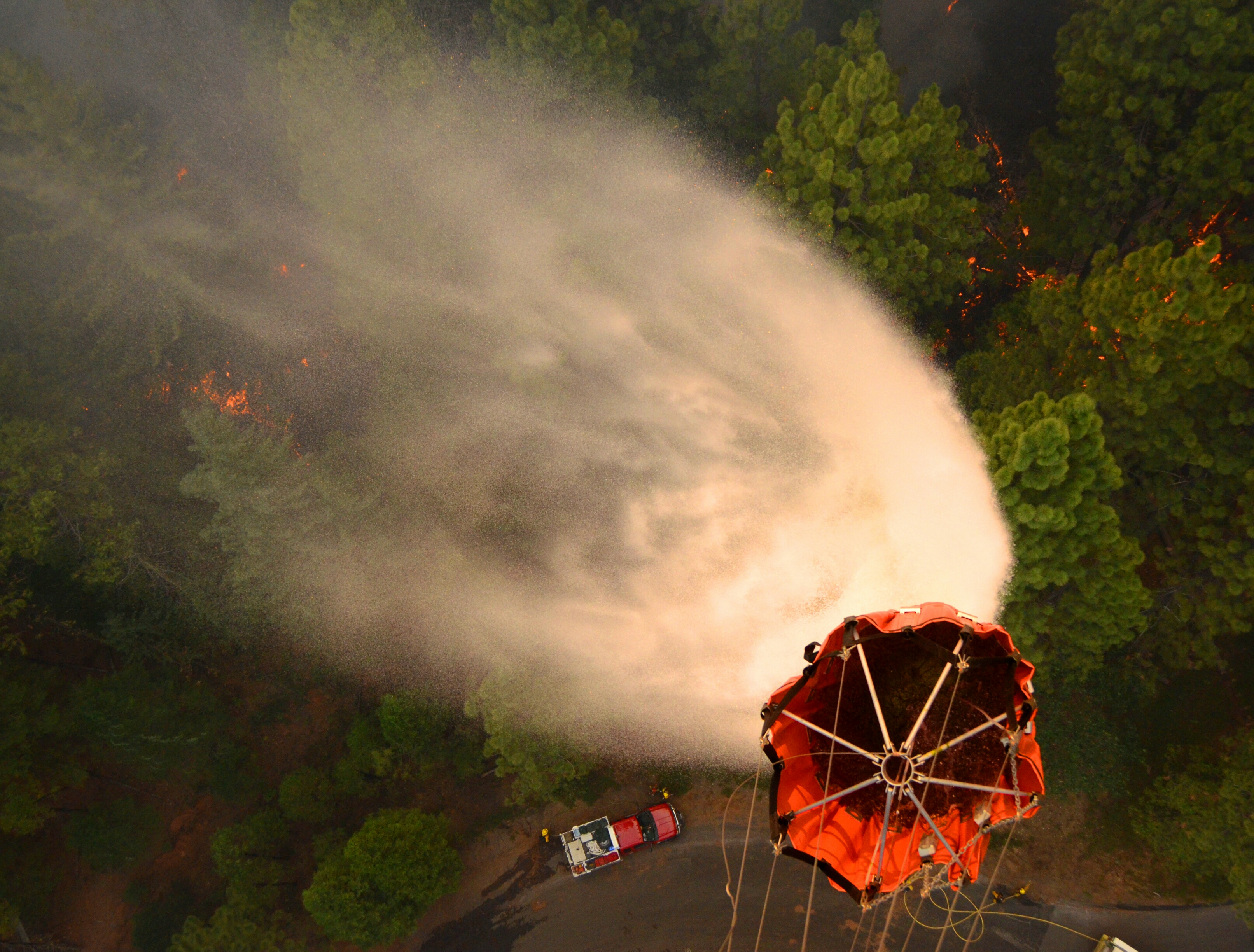
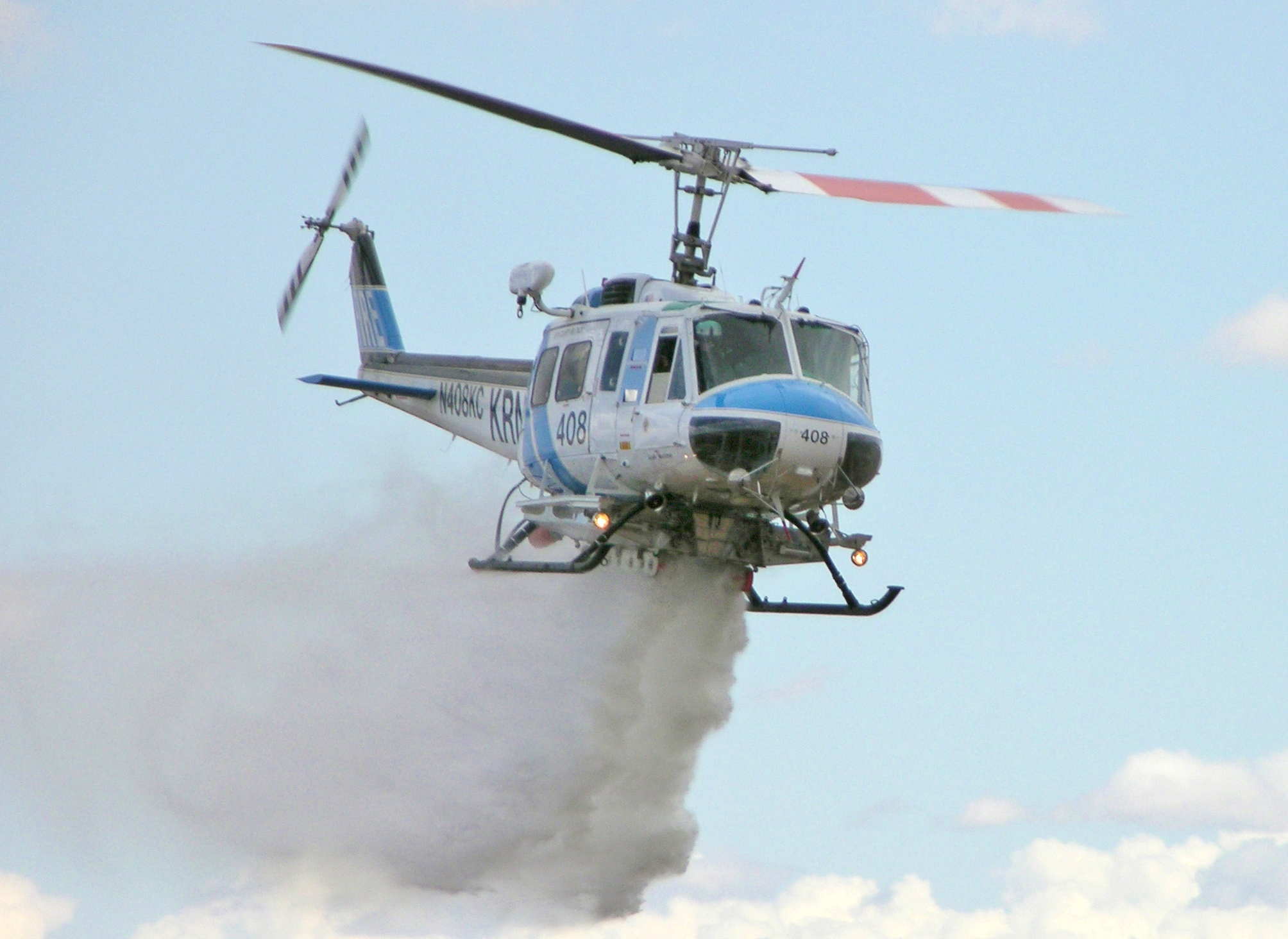